# Kisumu
Kisumu là một thành phố cảng ở miền tây Kenya nằm ở độ cao tại 1.131 foot (345 m), với dân số 355.024 người (tổng điều tra dân số năm 1999). Đây là thành phố lớn thứ ba ở Kenya, sau Nairobi, Mombasa. Đây là thành phố chính của miền tây Kenya, thủ phủ của tỉnh Nyanza và trụ sở của huyện Kisumu. Đây là thành phố lớn nhất ở tỉnh Nyanza và thành phố quan trọng thứ hai sau Kampala trong lưu vực lớn hơn trong hồ Victoria.
Cảng được thành lập vào năm 1901 làm cảng nội địa của tuyến đường sắt Uganda và được đặt tên là cảng Florence. Mặc dù thương mại trì trệ trong thập niên 1980 và 1990, nó là một lần nữa phát triển nhờ hoạt động xuất khẩu dầu.
Kisumu là thành phố đối tác với Cheltenham, Vương quốc Anh và kết nghĩa với Roanoke, Virginia và Boulder, Colorado, Mỹ.